# Emil Rungwerth
Emil Rungwerth (* 14. Dezember 1864 in Osterburg; † 19. April 1945 in Olvenstedt) war ein deutscher Volksschullehrer und Schulleiter. Er betätigte sich zudem als Heimatforscher für das Dorf Olvenstedt und den Kreis Wolmirstedt.

## Leben
Rungwerth war das vierte von sieben Kindern eines Schmiedemeisters. Er besuchte nach der Grundschule das Progymnasium und absolvierte dann bis 1886 eine Ausbildung am Volksschullehrerseminar in Osterburg.
1886 nahm er seine Lehrertätigkeit an der Olvenstedter Schule auf. Er unterrichtete hier – bei einem Gehalt von 900 Mark im Jahr – eine Klasse mit 125 Schülern.
Er beschäftigte sich intensiv mit der Geschichte des Dorfes Olvenstedt und der Umgebung. Er schrieb ein Buch zur „Heimatgeschichte des Kreises Wolmirstedt“ und verfasste 1896 die „Geschichte des Dorfes Olvenstedt“.
Ab 1905 war er als Schulleiter an der Olvenstedter Schule tätig, 1912 wurde er zum Rektor der Schule berufen. 1924 ging er in den vorzeitigen Ruhestand. Nebenberuflich war er zuvor auf 18 ha Ackerland landwirtschaftlich tätig.
Im April 1945 erreichten amerikanische Truppen Olvenstedt. Artilleriebeschuss seitens der Wehrmacht führte zu einem Treffer in seinem Wohnzimmer. An den Folgen einer hierbei erlittenen Verletzung verstarb Rungwerth nach einer Beinamputation zwei Tage später.

## Ehrung
Die Stadt Magdeburg, in die Olvenstedt 1979 eingemeindet wurde, benannte eine Straße (Emil-Rungwerth-Weg) nach ihm.

## Werke
- Heimatkunde des Kreises Wolmirstedt, Magdeburg 1892
- Geschichte des Dorfes Olvenstedt, 1896